# Gesellschaft zu Mittellöwen

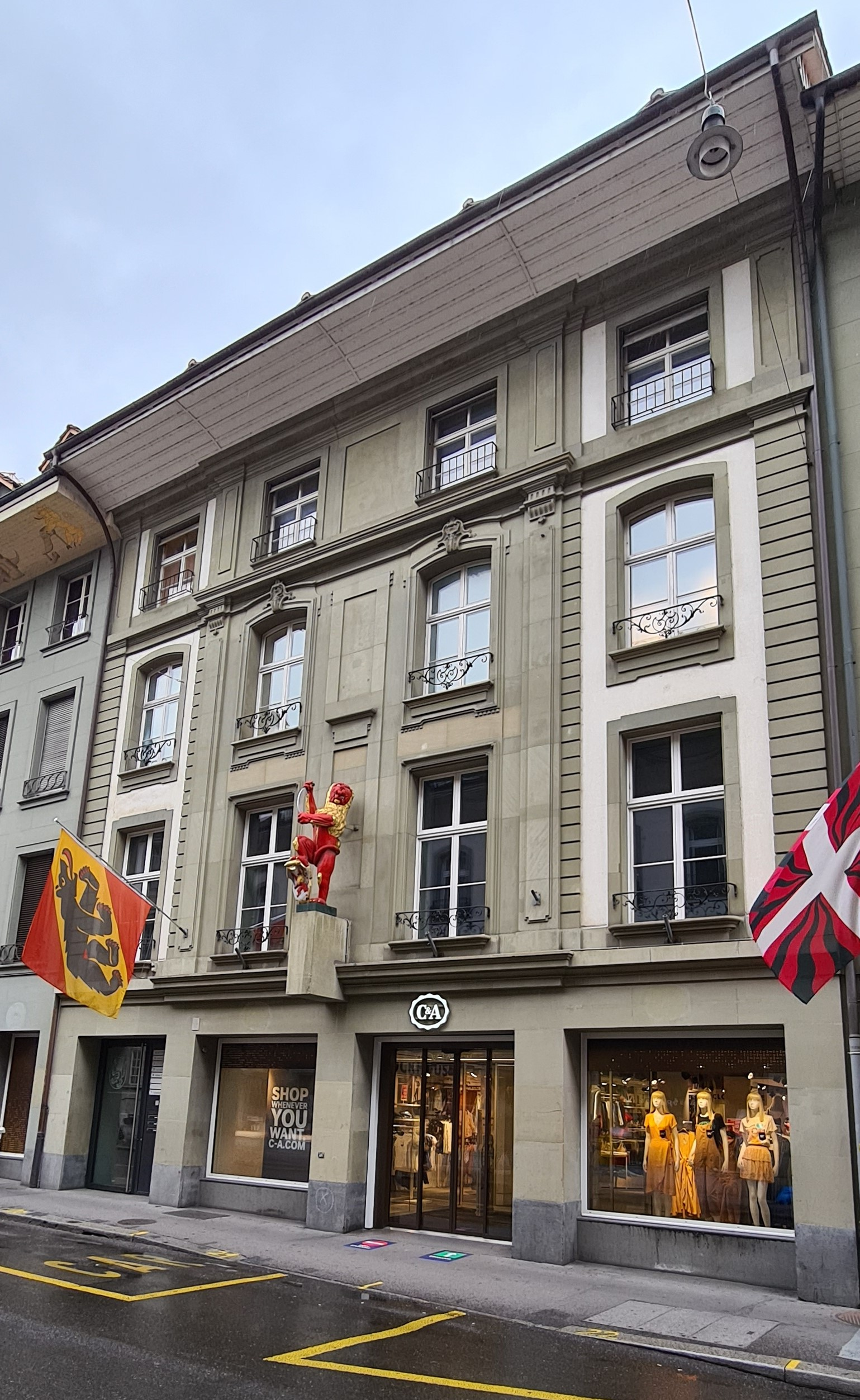
Das Gesellschaftshaus zu Mittellöwen an der Amthausgasse 6 in Bern (2020)

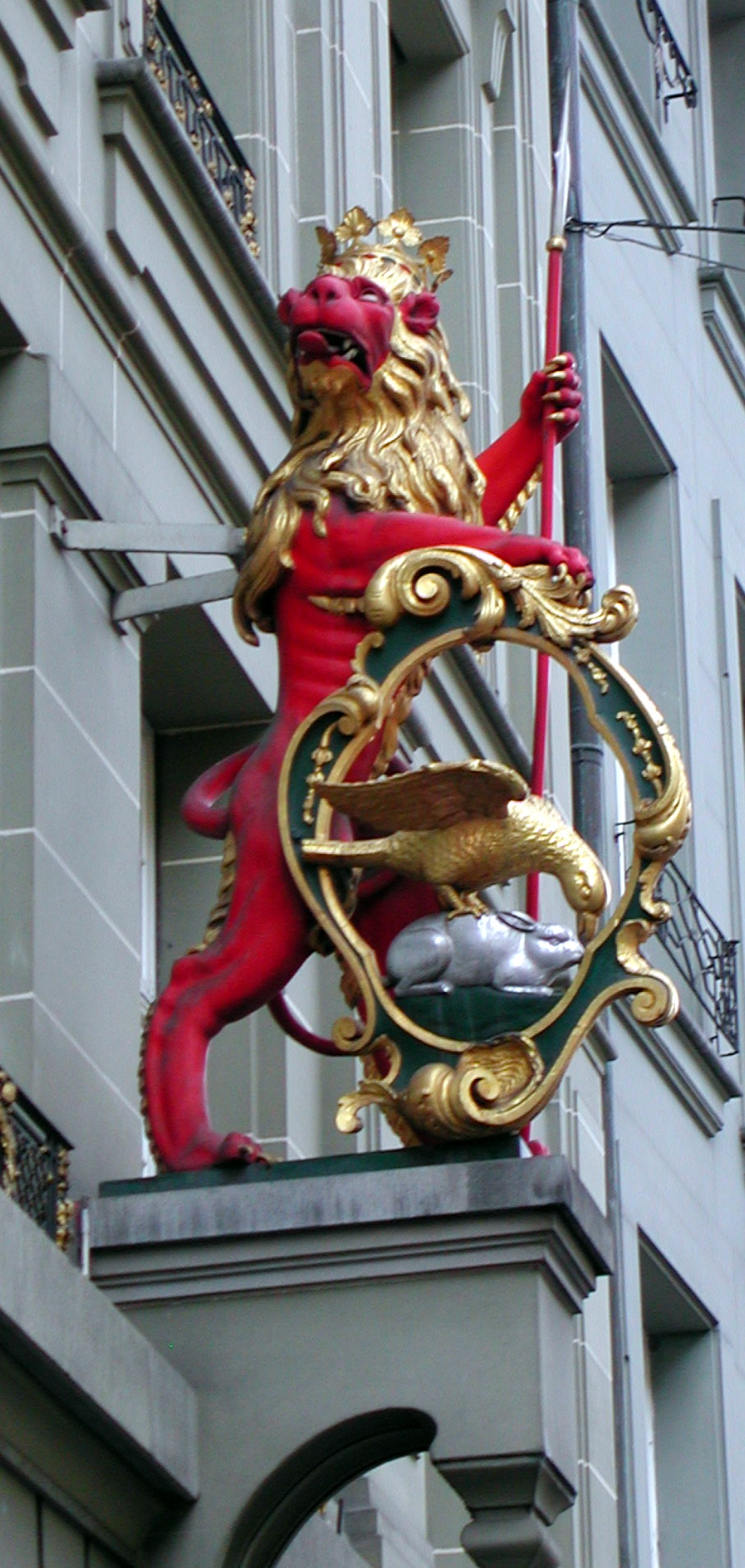
Hauszeichen der Gesellschaft zu Mittellöwen in Bern, von Johann Friedrich Funk (1733)

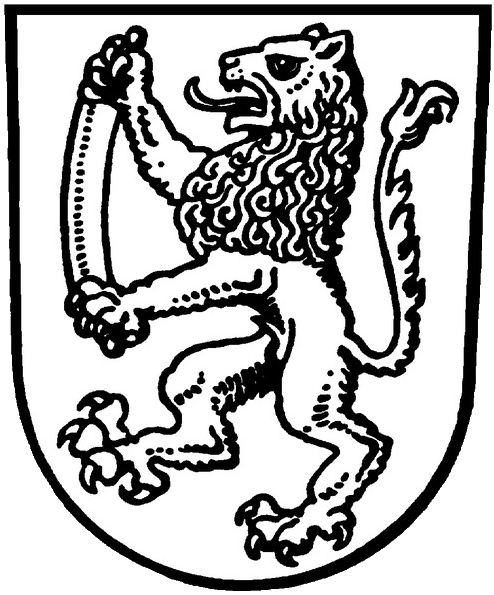
Offizielles, seit ca. 1950 von der Gesellschaft geführtes Wappen

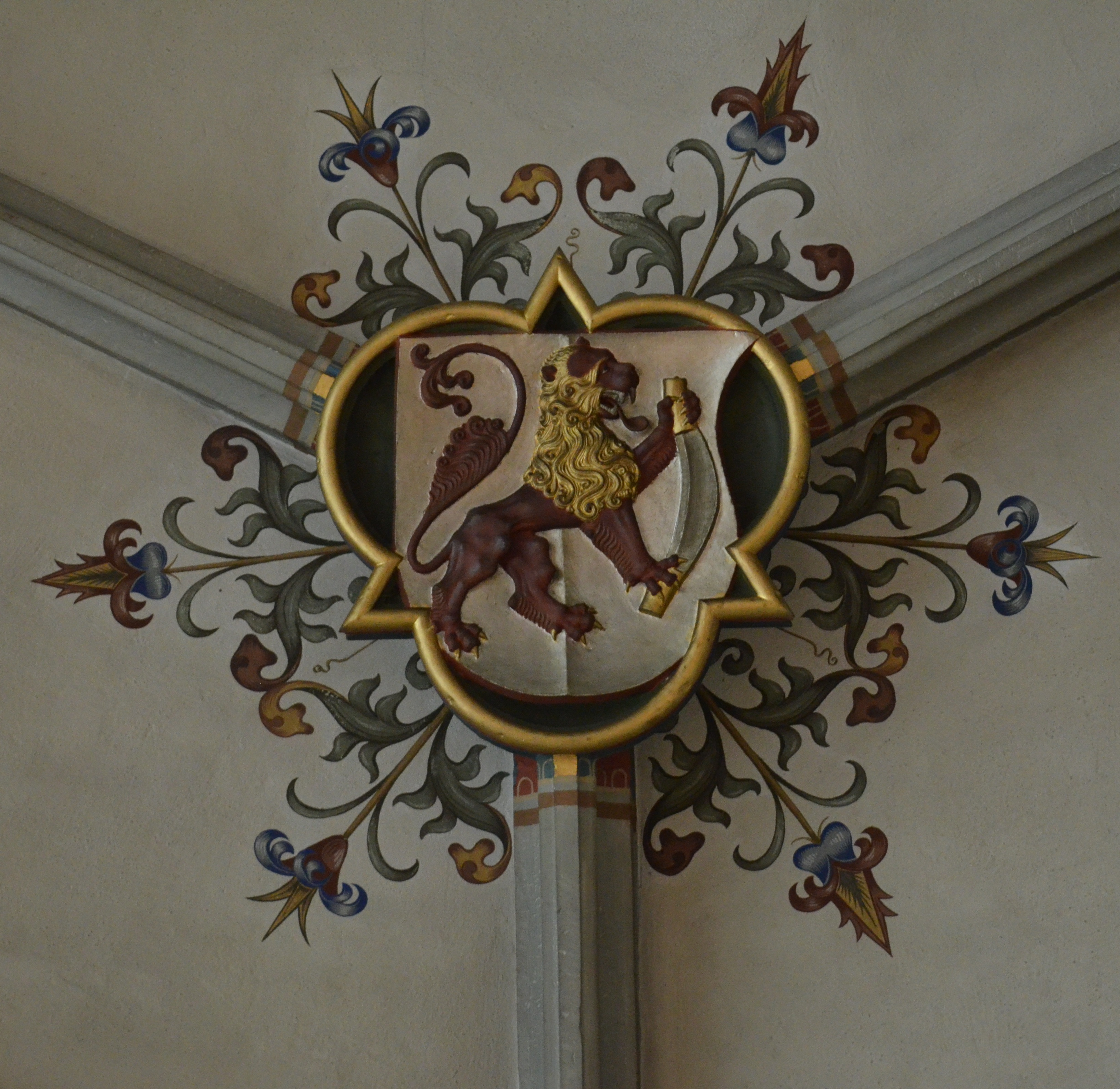
Schlussstein mit dem Wappen Mittellöwen in der Gerwernkapelle des Berner Münsters (1476)

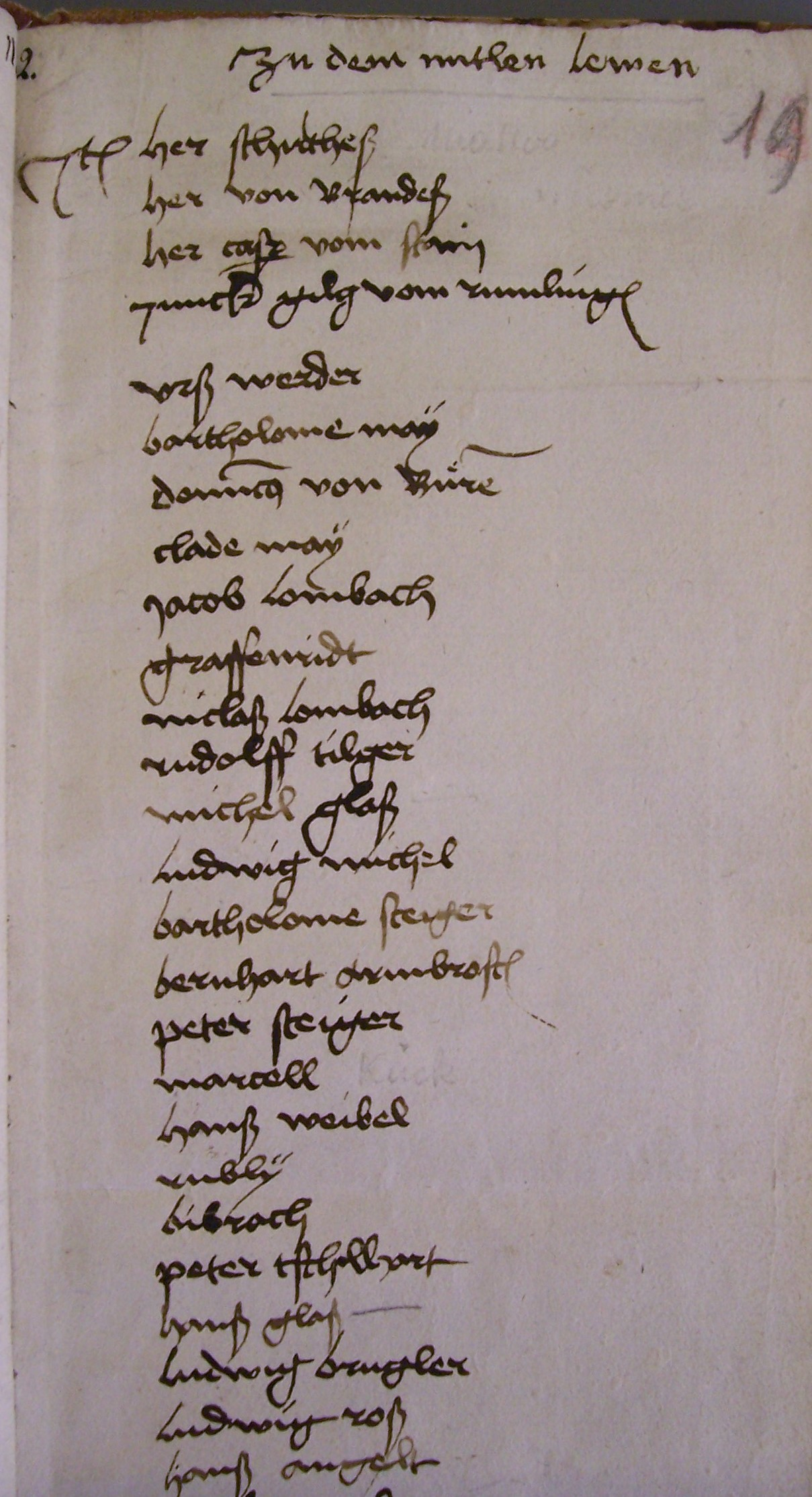
Stubenrodel der Gesellschaft zu dem mitlen Lewen (um 1496), Staatsarchiv des Kantons Bern

Die Gesellschaft zu Mittellöwen (frz. Abbaye du Lion Rouge) ist eine der 13 Gesellschaften und Zünfte in der Stadt Bern und durch die Verfassung des Kantons Bern garantierte öffentlich-rechtliche Körperschaft. Sie ist eine burgerliche Korporation im Sinn der bernischen Gemeindegesetzgebung und untersteht der Aufsicht der kantonalen Behörden. Als Personalkörperschaft hat sie kein eigenes Territorium und ist steuerpflichtig. Sie umfasst alle Burgerinnen und Burger von Bern, die das Gesellschaftsrecht zu Mittellöwen besitzen.

## Geschichte
Die Anfänge der Berner Stubengesellschaft zum (mittleren) roten Löwen liegen weitgehend im Dunkeln. Dem Wappen nach (gehender Löwe mit Gerbermesser) wurde die Stube zum roten Löwen, neben den damals bereits bestehenden Ober- und Niedergerberstuben, als handwerklich geprägte Gerberstube gegründet. Eine Aussage des aufrührerischen Metzgernvenners und späteren Schultheissen Peter Kistler vermag allerdings die Gründe des Entstehens einer dritten Gerberstube in Bern zu erhellen, wenn er 1467 im Grossen Rat die bernischen Adelsfamilien angreift. Die Adeligen Berns drängten in die handwerklichen Vennergesellschaften, um dadurch zu den bedeutenden Ämtern der Stadt zu gelangen: ja, hend ouch ein nüwe stuben ussgeworfen, so ouch zu den meisteren zu Gerweren söllend gehören, und sind aber noch alle junkher. Dies sei ...zu minen zyten... geschehen, wie Kistler weiter bemerkt. In den ältesten Verzeichnissen finden sich denn auch keine Gerber, sondern Adelige, Notabeln, Grosskaufleute, Wirte und spezialisierte Berufe wie Schreiber, Apotheker und Künstler. Dies lässt auf eine Gründung der Stube zum roten Löwen als Patriziergesellschaft um 1430/40 schliessen. Die bisher früheste, bekannte urkundliche Erwähnung der Stube zum roten Löwen findet sich im Testament des Kannengiessers Hans von Miltenberg aus dem Jahr 1461.
Im Jahr 1800 zählten folgende Geschlechter zur Gesellschaft zu Mittellöwen: von Fellenberg, Heggi, von Jenner, Lecomte (Graf), Lombach, von May, de Merveilleux, Rohr, Rosselet, von Roveréa, von Sinner, Steck, Studer, Sybold, von Tillier, von Wyttenbach, Zeender und von Zehender.

## Gasthof zum goldenen Falken
1722 erwarb Mittellöwen von Pierre Isaac Bouquet aus Rolle den Gasthof zum goldenen Falken, das heutige Gesellschaftshaus, um 32’000 Pfund. Vorher besass Mittellöwen das Haus Kramgasse 81 in Bern. Der goldene Falken galt im alten Bern als bedeutendster Gasthof. Bis ins 19. Jahrhundert fanden grosse Dîners und Bälle zu Ehren bedeutender Persönlichkeiten fast ausschliesslich im Hotel Falken statt. Aus der langen Liste illustrer Hotelgäste seien Kaiser Joseph II., Johann Wolfgang Goethe, Giacomo Casanova und Kaiserin Josephine genannt. 1908 wurde das Haus in ein Geschäftshaus umgebaut.

## Personen
- Adrian I. von Bubenberg († 1479), Ritter, Freiherr zu Spiez, Schultheiss von Bern
- Wolfgang Musculus (1497–1563), Theologe, Reformator
- Philipp Emanuel von Fellenberg (1771–1844), Ökonom, Pädagoge
- Rodolphe Lindt (1855–1909), Schokoladefabrikant
- Markus Feldmann (1897–1958), Diplomat, Bundesrat